# Dale Furutani
Dale Furutani (Hilo (Hawaii), 1º dicembre 1946) è uno scrittore statunitense.

## Biografia
La sua famiglia vive negli Stati Uniti da tre generazioni, ed è originaria dell'isola di Suō-Ōshima, che si trova a sud di Hiroshima. Alcuni membri della sua famiglia ritengono che quest'ultima ebbe un ruolo rilevante nel periodo Meiji, ma che cadde poi in disgrazia. Infatti oggi tale famiglia è membro del Clan Matsudaira, che era un ramo della famiglia di Tokugawa. C'è da tenere conto che facevano parte di tale Clan anche i servi, quindi ciò non vuol dire che la famiglia Furutani fosse necessariamente parente dello Shōgun.
Dale Furutani è nato il 1º dicembre 1946 nelle isole Hawaii. All'età di cinque anni fu adottato da John Flanagan, e si trasferì a San Pedro, in California. Già da bambino, Dale Furutani scriveva delle short story. Durante la frequentazione delle scuole superiori, vinse numerosi premi di poesia; nonché espose i suoi dipinti in alcune mostre locali.
Ha frequentato la California State University, presso Long Beach, dove ha studiato per diventare poeta.
Ha poi frequentato la UCLA, dove ha ricevuto il Master in Business Administration.
Successivamente ha scritto articoli per diverse riviste.
È stato consulente per molte aziende, specialmente automobilistiche.
Ha viaggiato numerose volte, è stato spesso in Giappone e in Oregon. Attualmente vive a Seattle con la moglie Sharon.

## Opere
Il suo primo romanzo, Death in Little Tokyo, vinse un Anthony Award e il Macavity Award nel 1997.
Il suo secondo romanzo, The Toyotomi Blades, fu pubblicato nel 1997.
Nel 1998 inizia una serie di romanzi gialli storici:
- Agguato all'incrocio (Death at the Crossroads, 1998)
- Vendetta al palazzo di giada (Jade Palace Vendetta, 1999)
- A morte lo Shogun (Kill the Shogun, 2000)
- Il ritorno del ronin (The Ronin returns, 2021)

Nel 2013 pubblica anche
- Strane avventure di Sherlock Holmes in Giappone